# Espasmo diafragmático
El espasmo diafragmático es una contracción involuntaria sostenida de unos cuantos segundos de duración que evita que la víctima pueda respirar o hablar. Cuando esto se da, se dice coloquialmente que al que recibió un golpe cerca del diafragma "le sacaron el aire", lo que sucede porque a la persona golpeada se le contrae brevemente el diafragma, causando una exhalación violenta del aire, tras lo cual la persona es brevemente incapaz de inhalar por lo que sufre el pánico de no poder respirar. 
La población más afectada es aquella de niños y adolescentes y las causas más comunes son deportes de alto impacto, deportes de contacto o juegos que involucren actividades físicas fuertes o bruscas.

## Los espasmos en el diafragma
El diafragma es un músculo grande ubicado abajo de los pulmones pero arriba del estómago y es el principal de la respiración, trabajando día y noche sin parar aun cuando dormimos, con lo que permite la respiración.

Un golpe (impacto) cerca del diafragma hace que este se contraiga, causando una exhalación violenta, tras lo cual la persona es incapaz de inhalar por breves momentos. 

### Espasmos del diafragma por un golpe
Al sufrir un trauma físico cercano, como un golpe en el pecho, el diafragma puede quedar temporalmente inutilizado.

Tales situaciones suelen suceder en deportes como, por ejemplo, recibir accidentalmente un golpe con el codo de alguien en el centro del pecho, lo que podría causar este tipo de fenómeno.

Pese a ser un fenómeno completamente inocuo que desaparece a los pocos segundos, es considerado muy poco placentero debido al ya mencionado pánico por no poder respirar sumado al dolor del golpe que lo causó.

## Espasmos musculares comunes y su causa
Un espasmo diafragmático, ocurre cuando el diafragma sufre una contracción involuntaria e imposible de controlar.
Un espasmo es conocido coloquialmente como un 'calambre', y no es otra cosa que la contracción repentina e indeseable de un músculo (o un grupo de músculos) que es imposible de controlar y que suele ser dolorosa (por lo general es un dolor muy molesto pero tampoco insoportable como lo sería, por ejemplo, una fractura ósea). 
Generalmente, el músculo espasmódico se contrae, se endurece y parece abultarse; y casi siempre se evita mover el músculo afectado debido al dolor que esto genera.

### Tratamiento de los espasmos musculares comunes
Los espasmos musculares, sean del diafragma o cualquier otro músculo, son por lo general autolimitantes (o sea que no hay complicaciones y no suelen pasar a mayores) pero ya que pasa lo peor el dolor muscular residual suele persistir por un día o dos; a esta presentación de un músculo espasmódico que sigue doliendo brevemente después del espasmo en sí se le conoce coloquialmente como "haberse tirado un músculo" o haber sufrido un "tirón muscular".
Los espasmos musculares (o 'tirones musculares') suelen pasar en cuestión de segundos o, a lo mucho, minutos, por lo que casi nunca necesitan ningún tipo de tratamiento especial excepto reposar el músculo en cuestión y darle unos segundos de tiempo de recuperarse. Tomar analgésicos simples de venta libre, sobre todo Naproxeno y la aplicación de compresas frías puede ser necesario para el dolor causado por el golpe y contusión que se dan. 
Sin embargo, en circunstancias excepcionales, otros medicamentos como la quinina, tíaprida, clonazepam, imipramina o amitriptilina también pueden ser utilizados en casos más rebeldes que no respondan a medidas simples, aunque en estos casos por seguridad deberán realizarse más pruebas clínicas como análisis de sangre para determinar los niveles de ciertos electrólitos (cuyo desbalance puede causar espasmos y es común en casos de deshidratación que suelen suceder al practicar deportes) o exámenes de conducción de impulsos eléctricos.

## Posibles complicaciones relacionadas con un espasmo diafragmático
Un espasmo diafragmático en sí es inocuo, pero como el trauma necesario para causarlo  se da en el área del torso y requiere considerable fuerza, siempre existe el peligro de daños concomitantes aparte del espasmo diafragmático, como una laceración del hígado, una fractura de costillas, un traumatismo o laceración del bazo, neumotórax

Por tanto, se debe realizar un examen físico completo para determinar si hay un daño residual y también para descartar a las estructuras circundantes (muchas de las cuales, como el hígado, son extremadamente delicadas y someterlas a un trauma físico puede fácilmente ser fatal); por lo que se deben descartar estos y otras posibles complicaciones; gran parte podrían potencialmente poner en riesgo la vida y requerirían hospitalización inmediata.